# زغال‌اخته کانادایی
زغال‌اخته کانادایی (نام علمی: Cornus canadensis) نام یک گونه از سرده زغال‌اخته است.

## نگارخانه

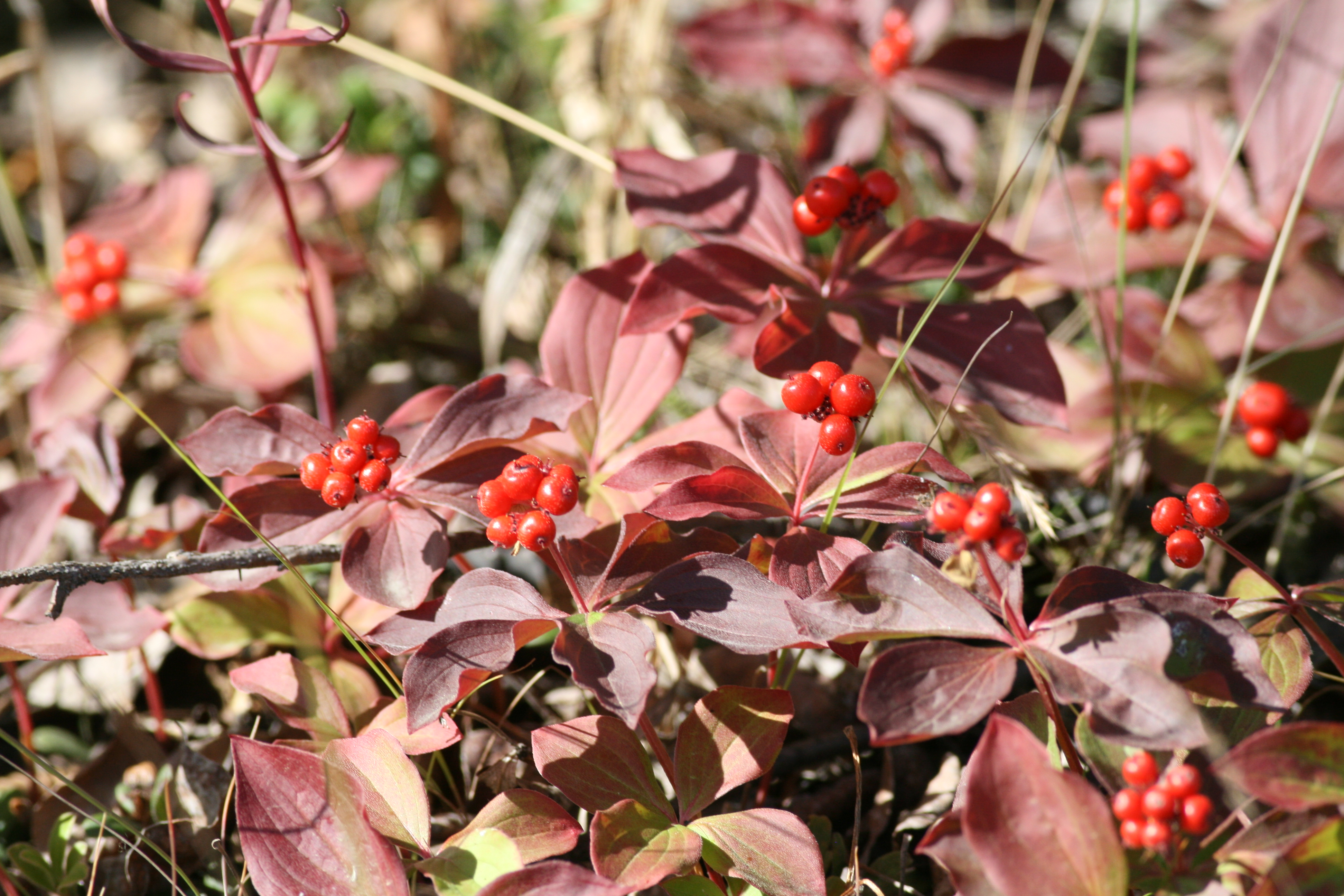
میوه زغال اخته کانادایی
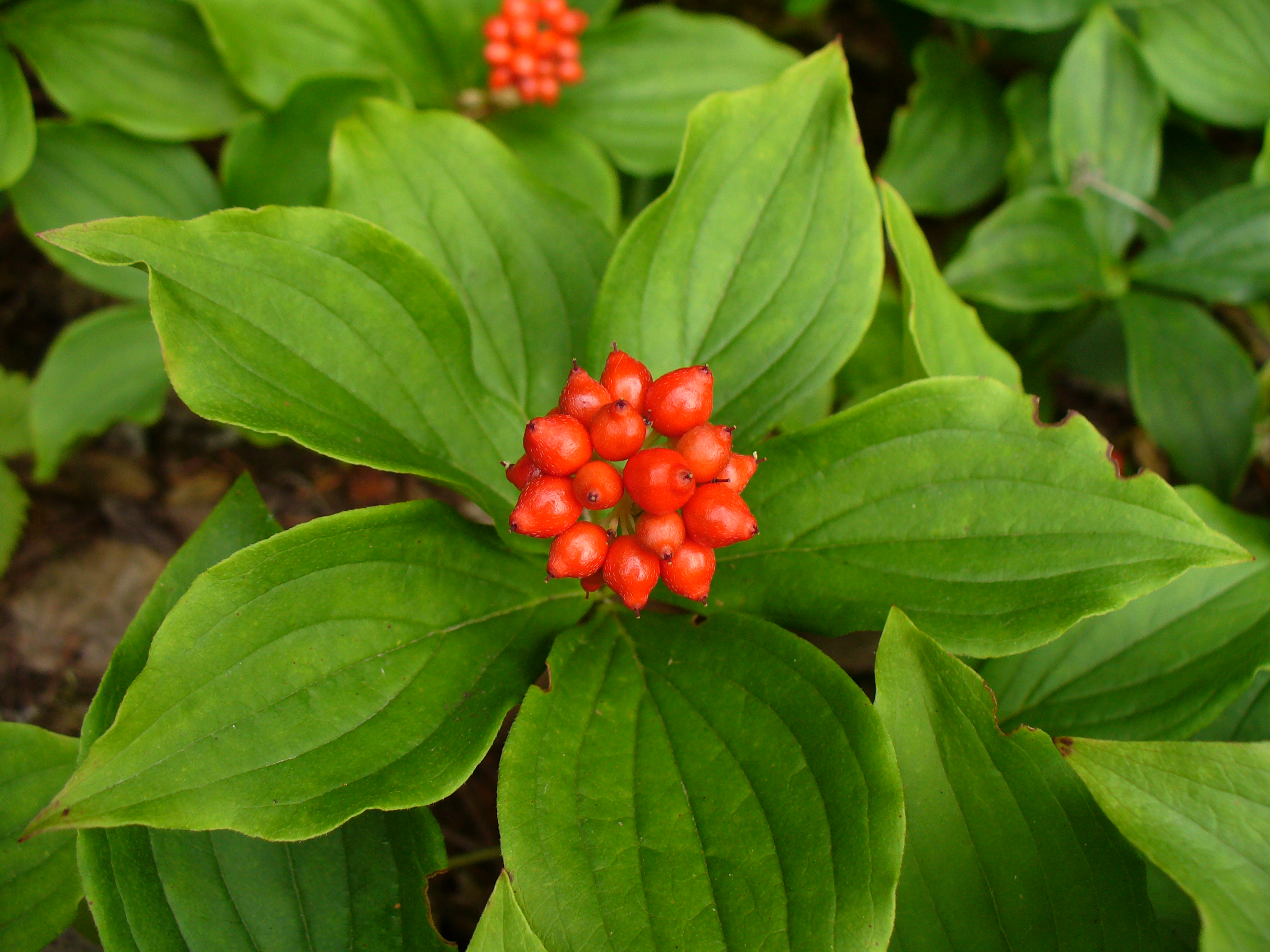
زغال اخته کانادایی
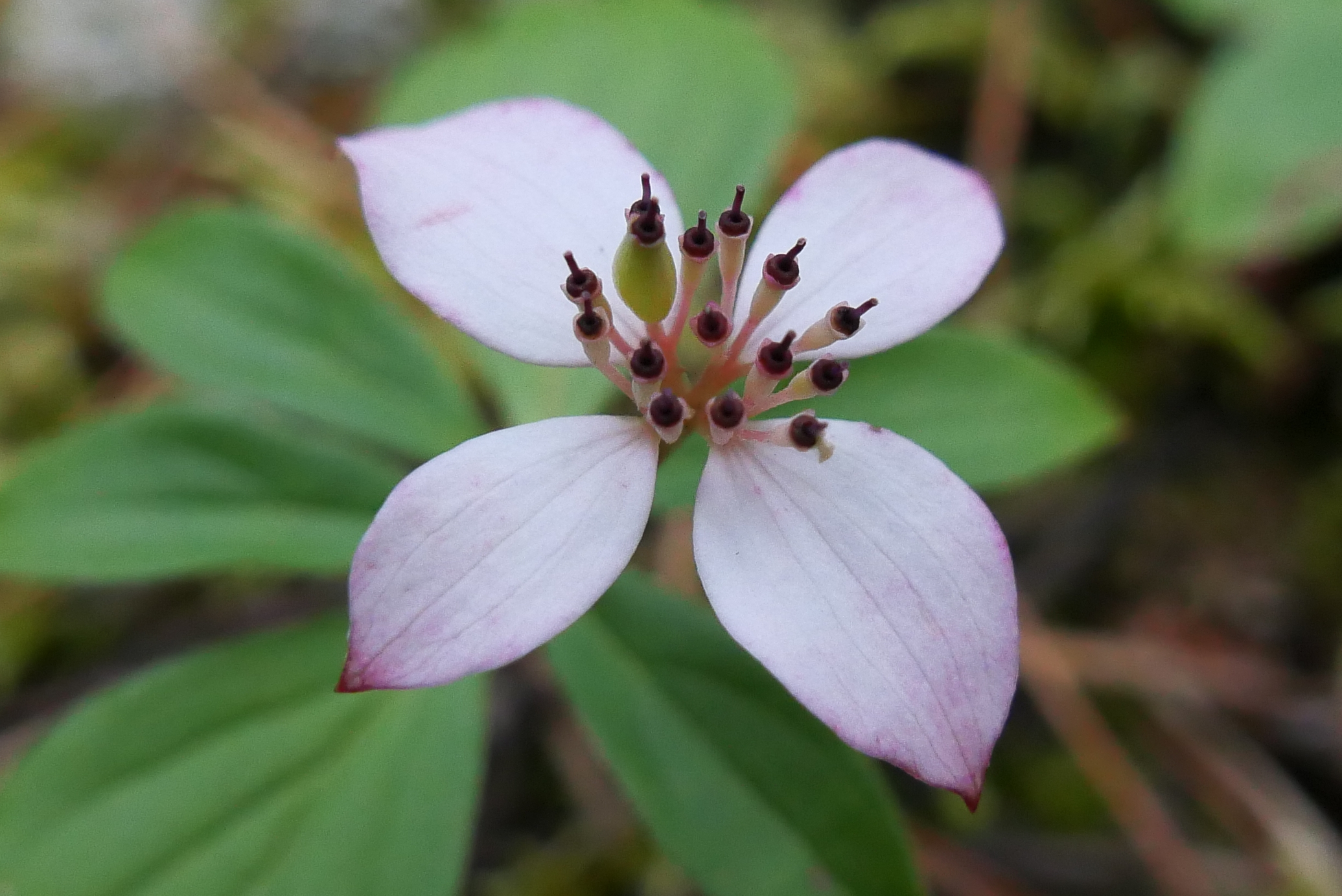
شکوفه زغال اخته کانادایی